# NGC 5686
NGC 5686 is een spiraalvormig sterrenstelsel in het sterrenbeeld Ossenhoeder. Het hemelobject werd op 9 april 1828 ontdekt door de Britse astronoom John Herschel.

## Synoniemen
- MCG 6-32-75
- ZWG 192.48
- NPM1G +36.0345
- PGC 52189